# Novakovec Bisaški
Novakovec Bisaški je naseljeno mjesto u Republici Hrvatskoj u Zagrebačkoj županiji. 

## Zemljopis
Administrativno je u sastavu grada Svetog Ivana Zeline. Naselje se proteže na površini od 1,63 km². 

## Stanovništvo
Prema popisu stanovništva iz 2001. godine u Novakovcu Bisaškom žive 23 stanovnika i to u 7 kućanstava. Gustoća naseljenosti iznosi 14,11 st./km².
| broj stanovnika | 27    | 40    | 47    | 24    | 41    | 40    | 30    | 39    | 34    | 33    | 23    | 30    | 24    | 21    | 23    | 30    | 27    |
|                 | 1857. | 1869. | 1880. | 1890. | 1900. | 1910. | 1921. | 1931. | 1948. | 1953. | 1961. | 1971. | 1981. | 1991. | 2001. | 2011. | 2021. |